# Автомобіліст (жіночий гандбольний клуб, Бровари)
«Автомобіліст» — історичний жіночий гандбольний клуб з міста Бровари. Багаторазовий призер чемпіонату України.

## Досягнення
- Чемпіонат України:
  -  срібний призер (2): 1993, 1997
  -  бронзовий призер (6): 1992, 1994, 1995, 1996, 1999, 2001